# Emília de Sousa Costa
Emília da Piedade Teixeira Lopes de Sousa Costa (Almacave, Lamego, 15 de dezembro de 1877 — Porto, 7 de junho de 1959) foi uma escritora, contista e ativista do feminismo, considerada pioneira da literatura infantil em língua portuguesa. Foi casada com o magistrado e escritor Alberto de Sousa Costa.

## Biografia
Nasceu em Almacave, Lamego, filha do coronel Luís Maria Teixeira Lopes (oriundo de São João da Pesqueira) e de Maria do Pilar Pinto Cardoso (de Penajoia, Lamego).
A 5 de outubro de 1904, com vinte e seis anos de idade, casou na sua freguesia natal com o magistrado e escritor Alberto Mário de Sousa e Costa, mais conhecido por Alberto de Sousa Costa (Vila Pouca de Aguiar, 1879 — Porto, 1961), autor dos Grandes dramas judiciários e de muitas outras obras.
Emília de Sousa Costa foi defensora da educação feminina e uma das fundadoras da Caixa de Auxílio a Raparigas Estudantes Pobres. Foi professora na Tutoria Central de Lisboa, uma instituição vocacionada para a assistência a crianças delinquentes ou abandonadas, e pertenceu ao conselho central da Federação Nacional dos Amigos das Crianças.
Como escritora, Emília de Sousa Costa dedicou-se principalmente à escrita de livros infantis. Escreveu também contos e novelas com índole mais diversificada e para públicos adultos. 
Em 1925, publicou o seu único diário de viagem, intitulado Como eu vi o Brasil. Como eu vi o Brasil remete-nos para a viagem que a escritora fez ao Brasil, em 1923, cujo itinerário passa Lisboa, Madeira, Cabo Verde, chegando finalmente ao Brasil. Ainda que horrorizada pela pobreza e pelas maleitas que assolam Cabo Verde, Emília de Sousa Costa não deixa de se maravilhar com as paisagens brasileiras e, sobretudo, com a madeirense: "Surge enfim a Madeira, maravilhoso retalho do Éden, que os nossos olhos ávidos espreitam num embevecimento de admiração".
Em 1933 publicou a novela Quem tiver filhas no mundo..., que incluía também vários contos.
A 21 de março de 1934, foi agraciada com o grau de Oficial da Ordem Militar de Sant'Iago da Espada.
Em 1935 publicou um livro de contos de carácter histórico, intitulado Lendas de Portugal. A obra inclui um conjunto de vinte e seis curtos contos sobre lendas e narrativas portuguesas.
Em 1947 publicou a obra intitulada No reino do Sol, em colaboração com Ofélia Marques.
Emília de Sousa Costa foi uma grande divulgadora da obra dos irmãos Grimm (Jacob Grimm e Wilhelm Grimm) através da adaptação de muitos dos seus contos no idioma português.
Nos seus últimos anos, Emília Sousa Costa e seu marido viveram na casa conhecida por Conventinho de Contumil, onde morreu aos oitenta e um anos de idade.
A 5 de outubro de 2010, na comemoração do centenário da República Portuguesa, foram emitidos selos postais em homenagem a mulheres que nos princípios do século XX, pelos seus escritos e ações, deram grandes contribuições sociais, culturais ou políticas para a defesa dos direitos das mulheres. Um dos selos foi dedicado à escritora Emília de Sousa Costa e à jornalista Virgínia Quaresma (1882-1973).